# Synaphosus gracillimus
Synaphosus gracillimus är en spindelart som först beskrevs av O. Pickard-Cambridge 1872.  Synaphosus gracillimus ingår i släktet Synaphosus och familjen plattbuksspindlar. Inga underarter finns listade i Catalogue of Life.